# Michelle Shocked
Michelle Shocked (Karen Michelle Johnston; 24 de febrero de 1962) es una cantautora de folk estadounidense, nacida en Dallas, Texas. Su música contiene un fuerte mensaje sociopolítico, y sus ideologías políticas la han llevado a tener problemas legales en más de una ocasión. Sus discos más representativos son Short Sharp Shocked de 1988 y Captain Swing de 1989. Michelle participó del festival A Gathering of the Tribes llevado a cabo en octubre de 1990, junto a bandas y artistas de renombre como Soundgarden, Public Enemy, Joan Báez, Iggy Pop y Ice-T.

## Discografía
- The Texas Campfire Tapes (1986)
- Short Sharp Shocked (1988)
- Captain Swing (1989)
- LIVE (1990)
- Arkansas Traveler (1992)
- Artists Make Lousy Slaves (1996)
- Good News (1998)
- Deep Natural (2001)
- Dub Natural (2001)
- Don't Ask Don't Tell (2005)
- Mexican Standoff (2005)
- Got No Strings (2005)
- ToHeavenURide (2007)
- Soul of My Soul (2009)